# 112328 Klinkerfues
112328 Klinkerfues este un asteroid din centura principală de asteroizi.

## Descriere
112328 Klinkerfues este un asteroid din centura principală de asteroizi. A fost descoperit pe 16 iunie 2002 la Observatorul Palomar de Maik Meyer. Asteroidul prezintă o orbită caracterizată de o semiaxă mare de 2,40 ua, o excentricitate de 0,14 și o înclinație de 0,9° în raport cu ecliptica.